# Fugu (kogelvis)
De fugu (Takifugu niphobles) is een straalvinnige vissensoort uit de familie van kogelvissen (Tetraodontidae). De wetenschappelijke naam van de soort is voor het eerst geldig gepubliceerd in 1901 door Jordan & Snyder.

## Kenmerken
Het lichaam van deze giftige 15 cm lange vis is lichtgroen met op de rug witte vlekken. Op de flanken heeft hij stekels, die rechtop gaan staan als hij bedreigd wordt. Daarvoor pompt hij lucht in een rekbare maagzak om zich op te blazen.

## Verspreiding en leefgebied
Deze soort komt voor in de noordwestelijke Grote Oceaan in Japanse wateren.

## Voortplanting
De paaitijd ligt tussen mei en juni, altijd na volle of nieuwe maan. Dan worden op grindstranden bij vloed de eieren afgezet.

## Delicatesse
Deze vis wordt in Japan als een delicatesse beschouwd, maar hij moet voor consumptie heel goed worden schoongemaakt. De mensen die deze vis bereiden, moeten hiervoor speciaal worden opgeleid. Het gif dat deze vis bevat, is giftiger dan cyanide en absoluut dodelijk. De organen die dit gif bevatten, moeten absoluut worden verwijderd. Dit gif scheidt de vis ook af in het water om belagers af te schrikken.

## Status
De soort staat op de Rode Lijst van de IUCN als Onzeker, beoordelingsjaar 1996.